# Echipa națională de fotbal a Iranului
Echipa națională de fotbal a Iranului este naționala de fotbal a Iranului și este coordonată de Federația de Fotbal din Iran.

## Campionatul Mondial de Fotbal
| Gazda/Anul        | Prezențe         | Poziția          | MJ               | V                | E*               | Î                | GM               | GP               | Echipa           |
| ----------------- | ---------------- | ---------------- | ---------------- | ---------------- | ---------------- | ---------------- | ---------------- | ---------------- | ---------------- |
| 1930 până la 1970 | Nu a intrat      | Nu a intrat      | Nu a intrat      | Nu a intrat      | Nu a intrat      | Nu a intrat      | Nu a intrat      | Nu a intrat      | Nu a intrat      |
| 1974              | Nu s-a calificat | Nu s-a calificat | Nu s-a calificat | Nu s-a calificat | Nu s-a calificat | Nu s-a calificat | Nu s-a calificat | Nu s-a calificat | Nu s-a calificat |
| 1978              | Runda 1          | 14               | 3                | 0                | 1                | 2                | 2                | 8                | Lot              |
| 1982              | S-a retras       | S-a retras       | S-a retras       | S-a retras       | S-a retras       | S-a retras       | S-a retras       | S-a retras       | S-a retras       |
| 1986              | Descalificată    | Descalificată    | Descalificată    | Descalificată    | Descalificată    | Descalificată    | Descalificată    | Descalificată    | Descalificată    |
| 1990 - 1994       | Nu s-a calificat | Nu s-a calificat | Nu s-a calificat | Nu s-a calificat | Nu s-a calificat | Nu s-a calificat | Nu s-a calificat | Nu s-a calificat |                  |
| 1998              | Faza Grupelor    | 20               | 3                | 1                | 0                | 2                | 2                | 4                | Lot              |
| 2002              | Nu s-a calificat | Nu s-a calificat | Nu s-a calificat | Nu s-a calificat | Nu s-a calificat | Nu s-a calificat | Nu s-a calificat | Nu s-a calificat | Nu s-a calificat |
| 2006              | Faza Grupelor    | 25               | 3                | 0                | 1                | 2                | 2                | 6                | Lot              |
| 2010              | Nu s-a calificat | Nu s-a calificat | Nu s-a calificat | Nu s-a calificat | Nu s-a calificat | Nu s-a calificat | Nu s-a calificat | Nu s-a calificat | Nu s-a calificat |
| 2014              | Faza grupelor    | 28               | 3                | 0                | 1                | 2                | 1                | 4                |                  |
| 2018              | Faza grupelor    | 18               | 3                | 1                | 1                | 1                | 2                | 2                |                  |
| 2022              | Faza grupelor    | 26               | 3                | 1                | 0                | 2                | 4                | 7                |                  |
| Total             | 6/22             | Locul 14         | 18               | 3                | 4                | 11               | 13               | 31               |                  |

## Rezultate
| Parcursul la Campionatul Mondial | Parcursul la Campionatul Mondial | Parcursul la Campionatul Mondial      | Parcursul la Campionatul Mondial |
| Anul                             | Runda                            | Scor                                  | Rezultat                         |
| -------------------------------- | -------------------------------- | ------------------------------------- | -------------------------------- |
| 1978                             | Faza Grupelor                    | Iran 0 – 3 Țările de Jos              | Înfrângere                       |
| 1978                             | Faza Grupelor                    | Iran 1 – 1 Scoția                     | Egal                             |
| 1978                             | Faza Grupelor                    | Iran 1 – 4 Peru                       | Înfrângere                       |
| 1998                             | Faza Grupelor                    | Iran 0 – 1 Serbia                     | Înfrângere                       |
| 1998                             | Faza Grupelor                    | Iran 2 – 1 Statele Unite ale Americii | Victorie                         |
| 1998                             | Faza Grupelor                    | Iran 0 – 2 Germania                   | Înfrângere                       |
| 2006                             | Faza Grupelor                    | Iran 1 – 3 Mexic                      | Înfrângere                       |
| 2006                             | Faza Grupelor                    | Iran 0 – 2 Portugalia                 | Înfrângere                       |
| 2006                             | Faza Grupelor                    | Iran 1 – 1 Angola                     | Egal                             |
| 2014                             | Faza Grupelor                    | Iran 0 – 0 Nigeria                    | Egal                             |
| 2014                             | Faza Grupelor                    | Iran 0 – 1 Argentina                  | Înfrângere                       |
| 2014                             | Faza Grupelor                    | Iran 1 – 3 Bosnia și Herțegovina      | Înfrângere                       |
| 2018                             | Faza Grupelor                    | Iran 1 – 0 Maroc                      | Victorie                         |
| 2018                             | Faza Grupelor                    | Iran 0 – 1 Spania                     | Înfrângere                       |
| 2018                             | Faza Grupelor                    | Iran 1 – 1 Portugalia                 | Egal                             |
| 2022                             | Faza Grupelor                    | Iran 2 – 6 Anglia                     | Înfrângere                       |
| 2022                             | Faza Grupelor                    | Iran 2 – 0 Țara Galilor               | Victorie                         |
| 2022                             | Faza Grupelor                    | Iran 0 – 1 Statele Unite ale Americii | Înfrângere                       |

## Adversari
| Adversar     | Meciuri | Victorie | Remiză | Înfrângere |               | Adversar | Meciuri | Victorie | Remiză | Înfrângere |
| ------------ | ------- | -------- | ------ | ---------- | ------------- | -------- | ------- | -------- | ------ | ---------- |
| Portugalia   | 2       | 0        | 1      | 1          | Statele Unite | 2        | 1       | 0        | 1      |            |
| Anglia       | 1       | 0        | 0      | 1          | Angola        | 1        | 0       | 1        | 0      |            |
| Argentina    | 1       | 0        | 0      | 1          | Bosnia        | 1        | 0       | 0        | 1      |            |
| Germania     | 1       | 0        | 0      | 1          | Maroc         | 1        | 1       | 0        | 0      |            |
| Mexic        | 1       | 0        | 0      | 1          | Nigeria       | 1        | 0       | 1        | 0      |            |
| Peru         | 1       | 0        | 0      | 1          | Serbia        | 1        | 0       | 0        | 1      |            |
| Scoția       | 1       | 0        | 1      | 0          | Spania        | 1        | 0       | 0        | 1      |            |
| Țara Galilor | 1       | 1        | 0      | 0          | Țările de Jos | 1        | 0       | 0        | 1      |            |
| 8 echipe     | 9       | 1        | 2      | 6          | 8 echipe      | 9        | 2       | 2        | 5      |            |

## Jocurile Olimpice
| Jocurile Olimpice | Jocurile Olimpice                      | Jocurile Olimpice | Jocurile Olimpice | Jocurile Olimpice | Jocurile Olimpice | Jocurile Olimpice | Jocurile Olimpice | Jocurile Olimpice |    | Calificări | Calificări | Calificări | Calificări | Calificări | Calificări |
| Gazda/Anul        | Rezultat                               | MJ                | V                 | E*                | Î                 | GM                | GP                | Lot               | MJ | V          | E*         | Î          | GM         | GP         |            |
| ----------------- | -------------------------------------- | ----------------- | ----------------- | ----------------- | ----------------- | ----------------- | ----------------- | ----------------- | -- | ---------- | ---------- | ---------- | ---------- | ---------- | ---------- |
| 1900 până la 1960 | Did not enter                          | -                 | -                 | -                 | -                 | -                 | -                 | -                 | -  | -          | -          | -          | -          | -          |            |
| 1964              | Runda 1                                | 3                 | 0                 | 1                 | 2                 | 1                 | 6                 | Squad             | 6  | 4          | 1          | 1          | 14         | 3          |            |
| 1968              | Nu a participat                        | -                 | -                 | -                 | -                 | -                 | -                 | -                 | -  | -          | -          | -          | -          | -          |            |
| 1972              | Runda 1                                | 3                 | 1                 | 0                 | 2                 | 1                 | 9                 | Squad             | 5  | 3          | 2          | 0          | 6          | 0          |            |
| 1976              | Sferturi                               | 3                 | 1                 | 0                 | 2                 | 4                 | 5                 | Squad             | 4  | 3          | 1          | 0          | 8          | 1          |            |
| 1980              | Calificată, dar a boicotat evenimentul | -                 | -                 | -                 | -                 | -                 | -                 | -                 | 5  | 3          | 2          | 0          | 18         | 2          |            |
| 1984              | Nu a participat din cauza boicotului   | -                 | -                 | -                 | -                 | -                 | -                 | -                 | -  | -          | -          | -          | -          | -          |            |
| 1988              | Nu s-a calificat                       | -                 | -                 | -                 | -                 | -                 | -                 | -                 | 2  | 1          | 0          | 1          | 2          | 2          |            |
| Total             | Cel mai bun rezultat: Sferturi         | 9                 | 2                 | 1                 | 6                 | 6                 | 20                | -                 | 22 | 14         | 6          | 2          | 48         | 8          |            |

- Din 1992, toți concurenții trebuie să aibă sub 23 de ani în afară de trei jucători per lot.

## Cupa Asiei
| Cupa Asiei AFC | Cupa Asiei AFC   | Cupa Asiei AFC | Cupa Asiei AFC | Cupa Asiei AFC | Cupa Asiei AFC | Cupa Asiei AFC | Cupa Asiei AFC |                                               | Calificări                                    | Calificări                                    | Calificări                                    | Calificări                                    | Calificări                                    | Calificări |
| Gazda/Anul     | Rezultat         | GMj            | V              | E*             | Î              | GM             | GP             | GF                                            | V                                             | E*                                            | Î                                             | GM                                            | GP                                            |            |
| -------------- | ---------------- | -------------- | -------------- | -------------- | -------------- | -------------- | -------------- | --------------------------------------------- | --------------------------------------------- | --------------------------------------------- | --------------------------------------------- | --------------------------------------------- | --------------------------------------------- | ---------- |
| 1956           | Nu a participat  | -              | -              | -              | -              | -              | -              | -                                             | -                                             | -                                             | -                                             | -                                             | -                                             |            |
| 1960           | Nu s-a calificat | -              | -              | -              | -              | -              | -              | 6                                             | 3                                             | 1                                             | 2                                             | 12                                            | 10                                            |            |
| 1964           | S-a retras       | -              | -              | -              | -              | -              | -              | -                                             | -                                             | -                                             | -                                             | -                                             | -                                             |            |
| 1968           | Campioni         | 4              | 4              | 0              | 0              | 11             | 2              | S-au calificat automat deoarece erau gazde    | S-au calificat automat deoarece erau gazde    | S-au calificat automat deoarece erau gazde    | S-au calificat automat deoarece erau gazde    | S-au calificat automat deoarece erau gazde    | S-au calificat automat deoarece erau gazde    |            |
| 1972           | Campioni         | 5              | 5              | 0              | 0              | 12             | 4              | S-au calificat automat deoarece erau campioni | S-au calificat automat deoarece erau campioni | S-au calificat automat deoarece erau campioni | S-au calificat automat deoarece erau campioni | S-au calificat automat deoarece erau campioni | S-au calificat automat deoarece erau campioni |            |
| 1976           | Campioni         | 4              | 4              | 0              | 0              | 13             | 0              | S-au calificat automat deoarece erau gazde    | S-au calificat automat deoarece erau gazde    | S-au calificat automat deoarece erau gazde    | S-au calificat automat deoarece erau gazde    | S-au calificat automat deoarece erau gazde    | S-au calificat automat deoarece erau gazde    |            |
| 1980           | Locul trei       | 6              | 3              | 2              | 1              | 16             | 6              | S-au calificat automat deoarece erau campioni | S-au calificat automat deoarece erau campioni | S-au calificat automat deoarece erau campioni | S-au calificat automat deoarece erau campioni | S-au calificat automat deoarece erau campioni | S-au calificat automat deoarece erau campioni |            |
| 1984           | Locul patru      | 6              | 2              | 4              | 0              | 8              | 3              | 5                                             | 5                                             | 0                                             | 0                                             | 21                                            | 2                                             |            |
| 1988           | Locul trei       | 6              | 2              | 2              | 2              | 3              | 4              | 4                                             | 2                                             | 2                                             | 0                                             | 6                                             | 1                                             |            |
| 1992           | Runda 1          | 3              | 1              | 1              | 1              | 2              | 1              | 2                                             | 2                                             | 0                                             | 0                                             | 10                                            | 0                                             |            |
| 1996           | Locul trei       | 6              | 3              | 2              | 1              | 14             | 6              | 6                                             | 6                                             | 0                                             | 0                                             | 27                                            | 1                                             |            |
| 2000           | Sferturi         | 4              | 2              | 1              | 1              | 7              | 3              | 6                                             | 4                                             | 1                                             | 1                                             | 16                                            | 2                                             |            |
| 2004           | Locul patru      | 6              | 3              | 3              | 0              | 14             | 8              | 6                                             | 5                                             | 0                                             | 1                                             | 16                                            | 5                                             |            |
| 2007           | Sferturi         | 4              | 2              | 2              | 0              | 6              | 3              | 6                                             | 4                                             | 2                                             | 0                                             | 12                                            | 2                                             |            |
| 2011           | Sferturi         | 4              | 3              | 0              | 1              | 6              | 2              | 6                                             | 4                                             | 1                                             | 1                                             | 11                                            | 2                                             |            |
| 2015           | Se va afla       | Se va afla     | Se va afla     | Se va afla     | Se va afla     | Se va afla     | Se va afla     | Se va afla                                    | Se va afla                                    | Se va afla                                    | Se va afla                                    | Se va afla                                    | Se va afla                                    | Se va afla |
| Total          | 3 Titluri        | 58             | 34             | 17             | 7              | 112            | 41             | 47                                            | 35                                            | 7                                             | 5                                             | 131                                           | 25                                            |            |

*Denotă egalurile include meciurile eliminatorii decise la penaltiuri .
 *Culoarea roșie indică faptul că meciul a avut loc acasă.